# Muricella magna
Muricella magna is een zachte koraalsoort uit de familie Acanthogorgiidae. De koraalsoort komt uit het geslacht Muricella. Muricella magna werd in 1961 voor het eerst wetenschappelijk beschreven door Utinomi. 